# Antonin d'Avrecourt
Antonin d'Avrecourt (né Antoine Ernest Petitjean d'Avrecour à Paris le 4 août 1807 et mort à Paris 9e le 11 septembre 1871) est un auteur dramatique du XIXe siècle.

## Biographie
Ses pièces, signées sous divers pseudonymes (dont Ernest-Georges Petitjean), ont été représentées sur les plus grandes scènes parisiennes du XIXe siècle : Théâtre des Variétés, Théâtre du Vaudeville, Théâtre de la Renaissance etc.

## Œuvres
- Fifi Lecoq, ou Une visite domiciliaire, anecdote contemporaine, mêlée de couplets, avec Philippe-Amédée Roustan, 1831
- La Future de province, ou les Informations, comédie-vaudeville en 1 acte, avec Dumanoir, 1831
- Poète et maçon, comédie-vaudeville en 1 acte, avec Adolphe de Leuven et Eugène Roche, 1833
- Madame Peterhoff, vaudeville anecdote en 1 acte, avec Charles de Livry, 1836
- Une spéculation, vaudeville en 1 acte, avec Dumanoir et Roche, 1836
- Absent et Présent, comédie en 1 acte, mêlée de couplets, 1837
- L’Épée de mon père, comédie-vaudeville en 1 acte, avec Charles Desnoyer, 1837
- Les Parens de la fille, comédie en un acte et en prose, avec Arvers et Petitjean, 1838
- Les Vieilles Amours, vaudeville en 1 acte, avec Arvers et Petitjean, 1841
- Les Ressources de Jonathas, comédie-vaudeville en 1 acte, avec Varin, 1842
- La Fiancée du prince, comédie-vaudeville en 3 actes, avec Arsène de Cey et Petitjean, 1848
- Lord Spleen, avec Arvers et Petitjean, 1849
- Le Banquet de camarades, avec Félix Arvers et Ernest-Georges Petitjean, 1850
- Monsieur de La Palisse, vaudeville en 1 acte, avec Pierre-Frédéric-Adolphe Carmouche, Eugène Nyon et Petitjean, 1854
- Le Pot de fer et le Pot de terre, vaudeville en 1 acte, avec Alfred Desroziers et Petitjean, 1857
- Le Chapitre de la toilette, comédie en 1 acte, avec Édouard Lafargue et Petitjean, 1858
- Le Domestique de ma femme, comédie-vaudeville en 1 acte, avec Lafargue et Petitjean, 1862